# Auslandsschule
Eine Auslandsschule ist eine Schule, die ihre Bildungsziele, Lehrpläne und Abschlüsse am Heimatland ausrichtet, aber im Ausland angesiedelt ist. Auslandsschulen unterrichten typischerweise in der Muttersprache des Heimatlandes oder zweisprachig und richten sich an Schüler des Heimatlandes und falls sie Begegnungsschulen sind auch an Schüler des Sitzlandes. Auslandsschulen vergeben zumindest die Abschlüsse des Heimatlandes. Auslandsschulen sind meist in privater Trägerschaft, insbesondere aber auch von der öffentlichen Hand des Heimatlands gefördert.
Zweck des Auslandsschulen ist es, Kindern eigener Staatsangehörigen eine ungebrochene Schullaufbahn im Schulsystem des Heimatlandes und in ihrer Muttersprache zu ermöglichen, wenn ihre Eltern im Ausland bei einer diplomatischen Einrichtung, einer militärischen Einrichtung, bei einer ausländischen Niederlassung eines Unternehmens, einer Handelsvertretung, als Missionar oder in sonstiger Weise typischerweise für eine begrenzten Zeitraum im Ausland arbeiten. Die Aufnahme von Kindern des Sitzlandes kann Teil einer auswärtigen Kulturpolitik sein.
Aus Sicht des Sitzlandes handelt es sich bei einer Auslandsschule dann um eine Internationale Schule, wenn die Auslandslandschule als Begegnungsschule auch inländische Schüler zulässt, neben den Abschlüssen des Heimatlandes auch internationale Abschlüsse wie das International Baccalaureate (IB) anbietet, oder sogar auch Abschlüsse des Sitzlandes abnehmen darf. Nicht als internationale Schulen werden Auslandesschulen gesehen, die reine Botschaftsschulen, Expertenschulen oder Firmenschulen im Ausland sind. Dasselbe gilt für Samstagsschulen.
Keine Auslandsschulen sind inländische Schulen mit verstärkten Fremdsprachenunterricht oder inländische Schulen mit bilingualem Unterricht.

## Deutschland
Die Förderung des deutschen Auslandsschulwesens ist Gemeinschaftsaufgabe von Bund und Ländern. Sie findet durch Entsendung von Lehrkräften und finanzielle Zuwendungen an anerkannte Deutsche Auslandsschulen mit Berechtigung zur Abiturprüfung statt und ist seit 2014 gesetzlich geregelt. Bei den Trägern der rund 140 Auslandsschulen handelt es sich meist um Vereine oder private Stiftungen, die überwiegend durch Schulgeld finanziert werden. Bereits im Jahr 1575 wurde in Kopenhagen die erste, heute noch existierende Auslandsschule gegründet, die Sankt-Petri-Schule. Rund 300 Jahre später, im Jahr 1878, wurde mit dem Reichsschulfonds das erste staatliche Förderinstrument ins Leben gerufen. Seitdem werden die Deutschen Auslandsschulen frei getragen und öffentlich gefördert. Das deutsche Auslandsschulwesen gilt als das älteste Beispiel einer öffentlich-privaten Partnerschaft. Die große Mehrheit der Deutschen Auslandsschulen befindet sich in Europa, Lateinamerika und Asien. Als Teil der Auswärtigen Kultur- und Bildungspolitik der Bundesrepublik Deutschland sind sie neben Goethe-Instituten und Sprachdiplomschulen die wichtigsten Einrichtungen zur Vermittlung und Pflege deutscher Sprache im Ausland.
Rund 2000 deutsche Lehrkräfte, die über die Zentralstelle für das Auslandsschulwesen (ZfA) in Bonn vermittelt werden, sind an Deutschen Schulen im Ausland beschäftigt. Darüber hinaus sind mehr als 6400 deutsche und nichtdeutsche Lehrer als sogenannte Ortslehrkräfte an Auslandsschulen tätig. Die dem Bundesverwaltungsamt (BVA) unterstehende ZfA ist für das weltweite Management des deutschen Auslandsschulwesens verantwortlich. Sie betreut die Deutschen Auslandsschulen und fördert zudem rund 1000 Sprachdiplomschulen, d. h. staatliche Schulen im Ausland, in denen Deutsch als Fremdsprache unterrichtet wird.
Der 1992 durch eine Vereinbarung zwischen dem Auswärtigen Amt (AA) und der Kultusministerkonferenz (KMK) ins Leben gerufene Bund-Länder-Ausschuss für schulische Arbeit im Ausland (BLASchA) ist für die Zusammenarbeit zwischen der KMK und dem AA verantwortlich. Im Bundestag beschäftigt sich der Unterausschuss Auswärtige Kultur- und Bildungspolitik (AKBP) regelmäßig mit Fragen des Auslandsschulwesens und initiiert Gesetzesvorhaben wie das Auslandsschulgesetz. 
Die Mehrheit der Deutschen Auslandsschulen ist im Weltverband Deutscher Auslandsschulen e. V. (WDA) zusammengeschlossen, der im Jahr 2003 gegründet wurde und die Auslandsschulen gegenüber der Bundesregierung, der KMK und der ZfA vertritt. Die Gewerkschaft Erziehung und Wissenschaft (GEW) vertritt die Interessen der Auslandslehrkräfte. Die 1956 gegründete GEW Arbeitsgruppe Auslandslehrer (AGAL) berät und unterstützt die Lehrkräfte im Auslandsschulwesen, organisiert regelmäßig Fachtagungen und setzt sich für gute Arbeitsbedingungen, demokratische Teilhabe und angemessene Bezahlung an Auslandsschulen ein.
- Deutsche Auslandsschule
- Liste deutscher Auslandsschulen

## Österreich
Die Österreichische Auslandsschule (Schule Österreichs im Ausland) ist eine amtliche Schulform mit österreichischem Lehrplan. Die Auslandsschule gehören nach Schulformensystematik zu den allgemein bildenden Statutschulen beziehungsweise Sonstige berufsbildende Schulen (Statut), also Schulen mit einer autonomen Organisationsform.

## Schweiz
Die Schweizer Schulen im Ausland (Schweizerschulen) sind vom Bund anerkannte Schulen diverser Auslandschweizer-Gemeinschaften. Sie verfolgen das Schweizer Schulsystem (zur Matur) oder das International Baccalaureate. Es gibt insgesamt 18 solche Schulen.